# (73947) 1997 TV3
1997 تي في 3 (ويعرف أيضًا باسم (73947) 1997 تي في 3 وفق تسمية الكوكب الصغير) (بالإنجليزية: 1997 TV3)‏ هو كويكب ضمن حزام الكويكبات؛ وترتيبه 73947 من حيث الاكتشاف.
اكتُشف هذا الجُرم الفلكي بواسطة OCA–DLR Asteroid Survey ‏ في 3 أكتوبر 1997.

## وصلات خارجية
- (73947) 1997 TV3 في قاعدة بيانات مختبر الدفع النفاث لأجرام النظام الشمسي الصغيرة

- الاكتشاف · مخطط المدار ·  العناصر المدارية · المعلمات المادية

- (73947) 1997 TV3 على موقع ويكي سكاي: DSS2, SDSS, GALEX, IRAS, Hydrogen α, X-Ray, Astrophoto, Sky Map, Articles and images